# Sønnenfjells
Le Sønnenfjells (en français : « au sud des montagnes », c'est-à-dire au sud de la chaîne du Dovrefjell) est l'une des trois anciennes divisions de la Norvège, avec le Nordenfjells et le Nordland, en vigueur depuis le Moyen Âge jusqu'au XVIIIe siècle.
Il comprenait les diocèses d'Akershus et de Kristiansand.